# Can Cervera
Can Cervera és una masia d'Esplugues de Llobregat (Baix Llobregat) catalogada com a bé cultural d'interès local. Ha donat nom a tota la zona sud del terme d'Esplugues.

## Descripció
L'antiga masia està orientada a llevant. La coberta és a dues aigües i presenta un ràfec paral·lel a terra. La façana horitzontal presenta simetria a finestres i balcons. Les ampliacions del segle xix es caracteritzen per presentar elements neoclàssics, de les finestres i balcons; la construcció, a la façana principal, d'una balconada recolzada sobre pilars de ferro rematats amb capitells; i la realització de la torre, amb coberta a quatre aigües i ràfec acabat en fusta. L'exterior està estucat en color rosat.

## Història
La primera notícia es troba en el Cadastre de l'any 1716, on es menciona Josep Cervera, notari de Barcelona, propietari d'una casa en despoblat sobre el terme de l'Hospitalet de Llobregat. El 1770, el Baró de Maldà en va donar fe de l'existència. Al segle xix, fou reformada com a casa d'estiueig.